# Urs Meier

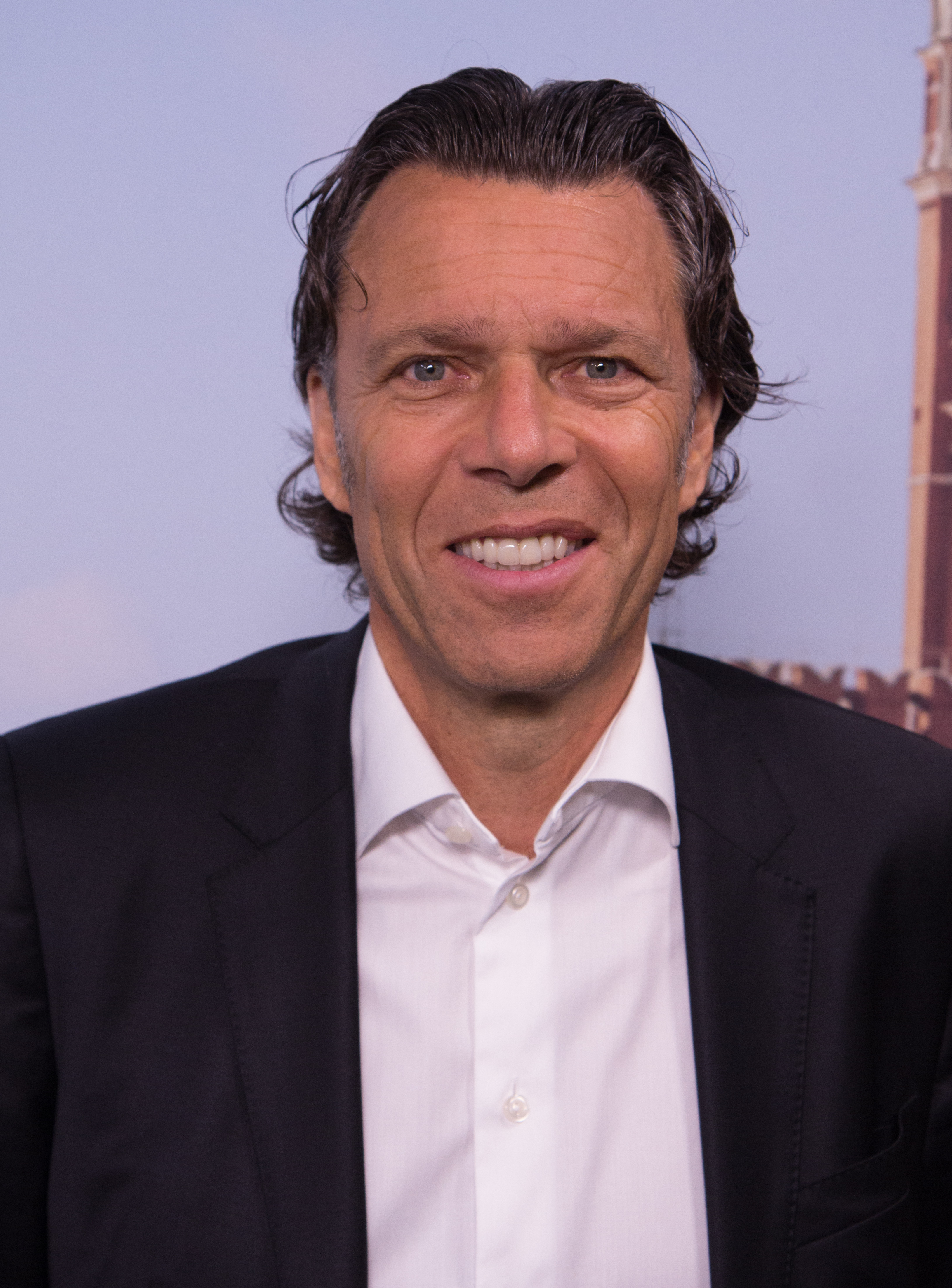
Urs Meier.

Urs Meier, född 22 januari 1959 i Schweiz är en schweizisk före detta fotbollsdomare som blev utsedd till den andra bästa domaren i VM 2002, och den tredje bästa i EM 2004.
Urs Meier blev först uppmärksammad i kvartsfinalen mellan Portugal och England i EM 2004 då han dömde bort ett engelskt nickmål av Sol Campbell för att han ansåg att John Terry stängde målvakten Ricardo Pereiras väg från att kunna ta bollen. England förlorade matchen efter förlängning och straffläggning.
Strax efter den förlusten publicerade den engelska tidningen The Sun en bild på domaren Urs Meier och skrev alla hans personuppgifter såsom antal barn, hans ålder, adress och telefonnummer, etc. Det hela blev så allvarligt att Urs Meier fick polisskydd.